# Rattus
Rattus es un género de roedores miomorfos de la familia Muridae, conocidos comúnmente como ratas. Son roedores de mediano tamaño. Poseen patas anteriores cortas y con cuatro dedos (el pulgar rudimentario) y patas posteriores, más largas, con cinco dedos.
El género alberga entre 56 y 65 especies. Dos de ellas, la rata parda (Rattus norvegicus) y la rata negra (Rattus rattus) son las especies de mayor distribución mundial de ecología marcadamente periurbana, son casi cosmopolitas, faltando solo en los polos; se han extendido por toda la Tierra junto con el ser humano, aprovechando los desplazamientos por barco para colonizar nuevos territorios. Existen evidencias fósiles de R. rattus desde el Pleistoceno. No obstante la mayoría de las especies del género tienen distribuciones geográficas restringidas.
Numerosas especies del género Rattus, originarias de Asia, se encuentran dispersas por casi todo el mundo, principalmente en las zonas habitadas por el hombre. Esto no es imputable a la negligencia por parte de este, sino a la extraordinaria vitalidad y capacidad de adaptación de tales múridos que a veces son vehículo de graves enfermedades.
Probablemente son originarias de Asia, en concreto India y Persia. Tal vez Heliano conocía ya a la rata parda, a la que daba el nombre de "ratón caspio". El primero que describió a este roedor como animal establecido en Europa fue Pallas, quien explicó cómo, tras un violento terremoto, las ratas emigraron a Europa desde orillas del mar Caspio. Alberto Magno fue el primer naturalista en citarla entre los animales de Alemania. Gesner la consideraba como "un animalejo al que habría que conocer, ya que es muy amable". El obispo de Autun en cambio, le declaró la guerra, porque ya en su tiempo la rata se revelaba como un peligro.

## Características

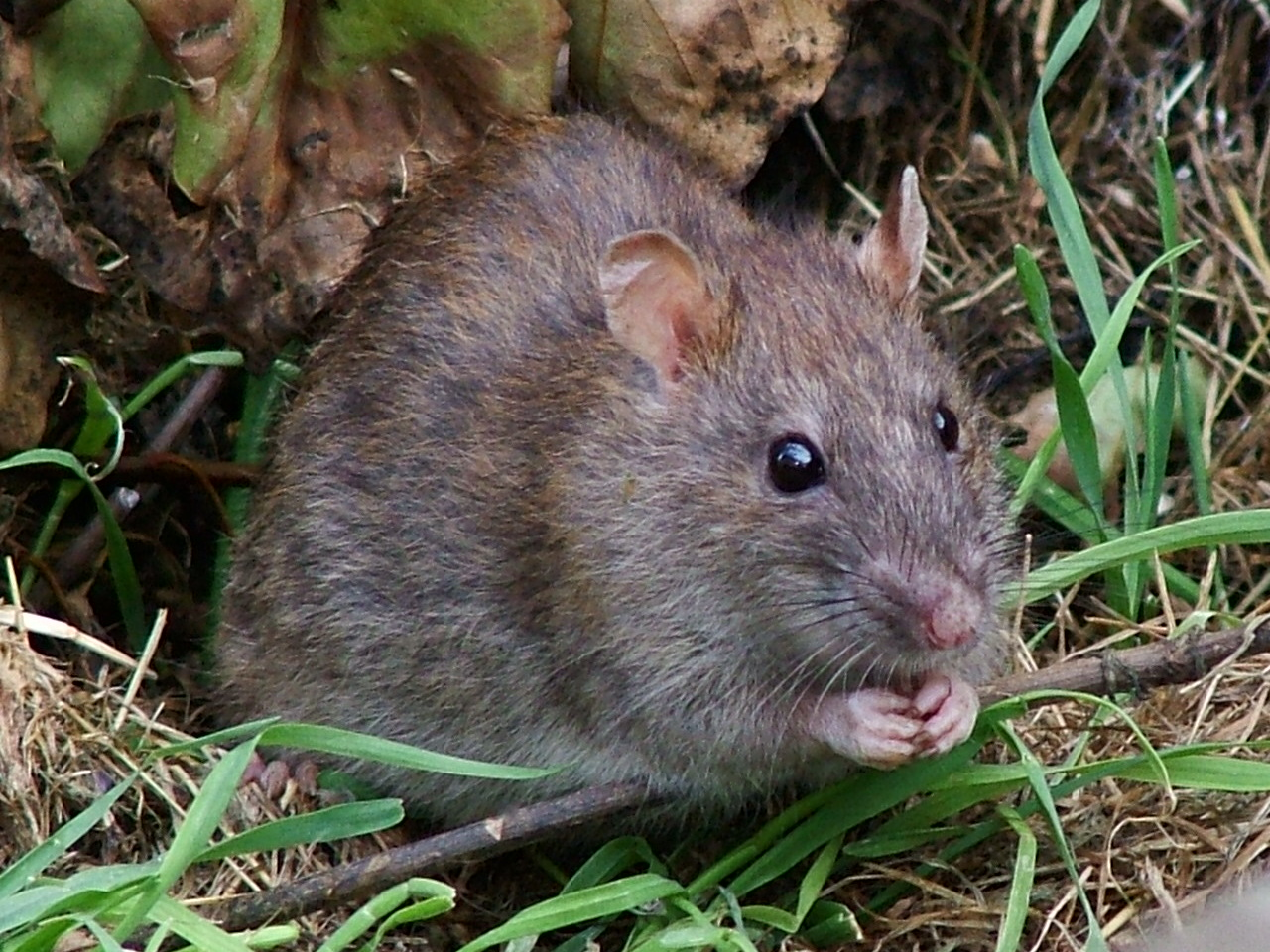
Ejemplar de Rattus norvegicus en un entorno no urbano.

Las ratas son roedores de cuerpo alargado, hocico puntiagudo y orejas largas que alcanzan el borde del ojo al estirarse hacia delante. La cola es alargada, delgada y casi desnuda, con algunas pequeñas escamas y pelos cortos; los ojos y las orejas son grandes y el pelaje espeso y de color variable, dependiendo de la especie. El vientre es siempre más claro; la línea de separación no está muy bien definida, pero es visible. Las hembras poseen cinco pares de mamas, dos pectorales y tres inguinales. Las hembras son ligeramente más pequeñas que los machos.
Su dentición consta de 16 piezas, fórmula dentaria: 2(1/1, 0/0, 0/0, 3/3)=16, presentando tanto en la mandíbula superior como en la inferior, 2 incisivos, de crecimiento continuo, y 3 molares en cada semi arcada; carecen de caninos y premolares. La cola es una excelente herramienta que sirve para controlar sus saltos, como barra de equilibrio cuando caminan sobre tubos, cables o cuerdas y para equilibrarse mientras nada.
El tamaño varía en las diferentes especies. La mayoría de las especies de Rattus pesan entre 95 y 240 gramos y tienen una longitud de 17 a 21 cm, con una cola tan larga como el cuerpo. Una de las especies más pequeñas es Rattus osgoodi, endémica del sur de Vietnam, con un cuerpo de 12 a 17 cm. En el lado opuesto se halla la rata de cola blanca de Célebes (Rattus xanthurus) que mide de 19 a 27 cm con una cola de hasta 34 cm de longitud.
La mayoría de las especies del género tienen un pelaje corto, denso y suave. En algunas especies, el pelaje puede ser más grueso y largo, algo lanoso o, por el contrario, áspero. En otras, como la mencionada R. xanthurus, y la rata de Sikkim (Rattus remotus), presentan pelos largos y delgados similares a bigotes en la zona del lomo y las caderas que se extienden de 4 a 6 cm por encima del pelaje.
El patrón básico de coloración del género es el dorso de color pardo amarillento, salpicado de color marrón oscuro a negro y moteado de ocre y el vientre de color gris plateado a gris oscuro, a veces teñido de tonos ocre. La cola, las orejas y las patas son de color marrón oscuro. Del mismo modo que la textura del pelaje, el color también es variable. Rattus remotus tiene el lomo de color marrón y el vientre de color blanco puro. Rattus nitidus, una rata de campo del Himalaya, tiene el lomo marrón, el vientre gris y las patas de color blanco. Otras especies tienen pelaje oscuro, como Rattus lugens nativa de las costas de Sumatra, que presenta un lomo de color marrón oscuro a negro y un vientre grisáceo. A pesar de que la cola es de color gris a negro en la mayoría de las especies, algunas muestran un patrón de dos colores. Así en R. nitidus y Rattus turkestanicus, la cola es marrón en la parte de arriba y de un color más claro o blanco en la parte de abajo. El patrón bicolor puede ser de otro tipo, el tercio basal o la mitad de la cola de color marrón y el resto uniformemente blanco, como ocurre en la rata de cola blanca de Célebes (Rattus hoogerwerfi).

### Cromosomas
La mayoría de las especies del género presentan 42 cromosomas en sus células somáticas, con un cariotipo muy similar a pesar de que se hallan pequeñas diferencias entre especies. No obstante, hay otras especies o subespecies con menor número de cromosomas (por ejemplo, R. fuscipes, R. conatus y R. rattus rattus) debido a la fusión de pares de cromosomas acrocéntricos (con un solo brazo cromosómico) en cromosomas metacéntricos individuales (con dos brazos cromosómicos), proceso conocido como translocaciones Robertsonianas. Otros reordenamientos cromosómicos, tales como las inversiones, también han contribuido a la evolución cromosómica dentro del género. Así, R. sabanus presenta un cariotipo marcadamente diferente del resto de las especies (presenta solamente dos pequeños cromosomas metacéntricos, cuando en las otras especies ese número llega a siete) que se considera que ha surgido por medio de inversiones cromosómicas que involucran el centrómero (las que se denominan inversiones pericéntricas).

### Alimentación

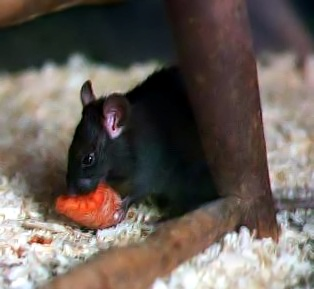
Alimentación omnívora de una rata en estado de cautividad.

Las ratas comen de todo, es decir, son omnívoras. En las zonas urbanizadas se alimentan de la comida almacenada o de los desperdicios. En zonas no urbanizadas, se alimentan de frutos, raíces, pequeños mamíferos, insectos y otros materiales. También pueden predar sobre nidos de aves. No rehúsan la carne en putrefacción de otros animales. No pocas veces provocan la muerte de animales dormidos, incluso los de considerable tamaño. El canibalismo está muy extendido en la especie, y algunas ratas, sobre todo las más jóvenes, son devoradas por sus padres. La rata es una nadadora excepcional y atrapa peces pequeños y cangrejos, también puede apresar caracoles e insectos acuáticos. La rata tiene la necesidad imperiosa de agua, siquiera sea pestilente o salobre.

### Reproducción

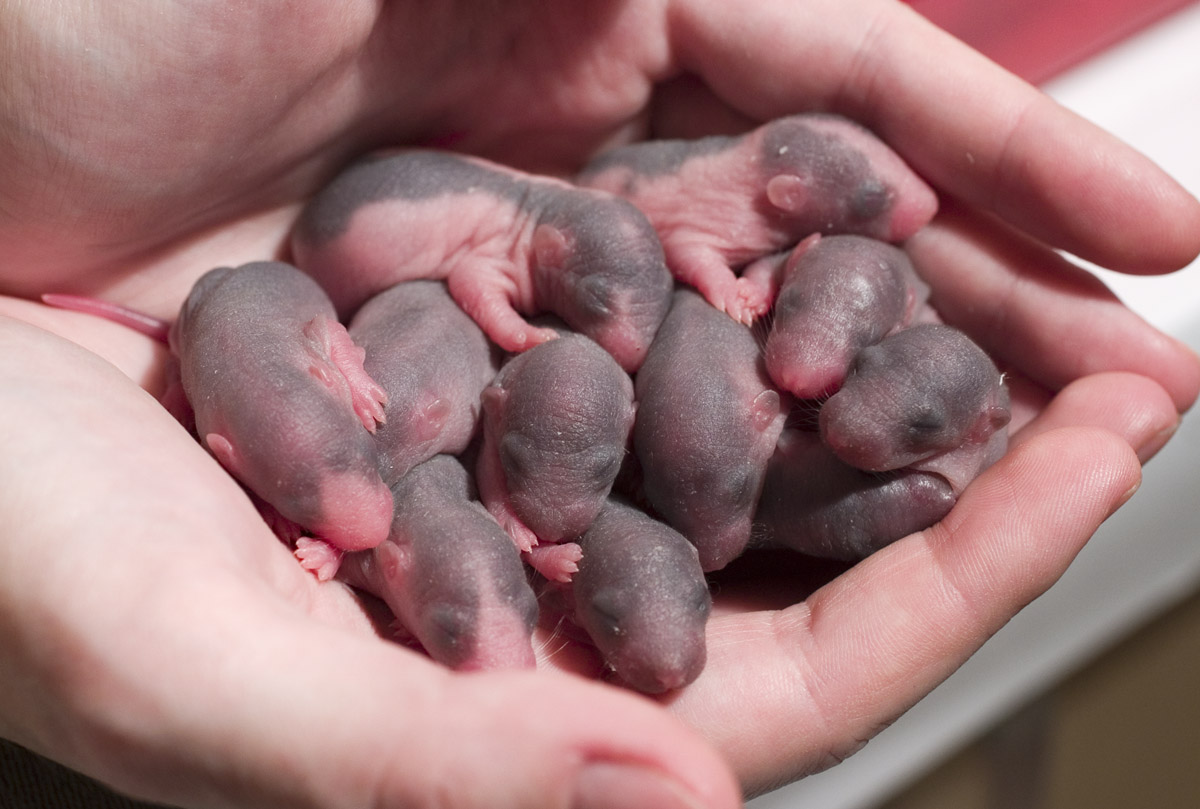
Las crías nacen sin pelo, ciegas y sin capacidad auditiva.

El coito dura solamente de dos a tres segundos, y tras una gestación que dura aproximadamente un mes, la rata pare de cinco a veintidós individuos, que deposita en el interior de la madriguera o nido, donde acondiciona un lecho con restos de materia vegetal y pelo, naciendo desnudos, con los ojos cerrados, sin pelo, sin capacidad auditiva y pesando tan solo 5 o 6 gramos. En cuanto a madurez sexual se refiere, la hembra es activa sexualmente a las cinco o seis semanas. Los machos precisan unos días más para alcanzar la madurez sexual.

### Habilidades

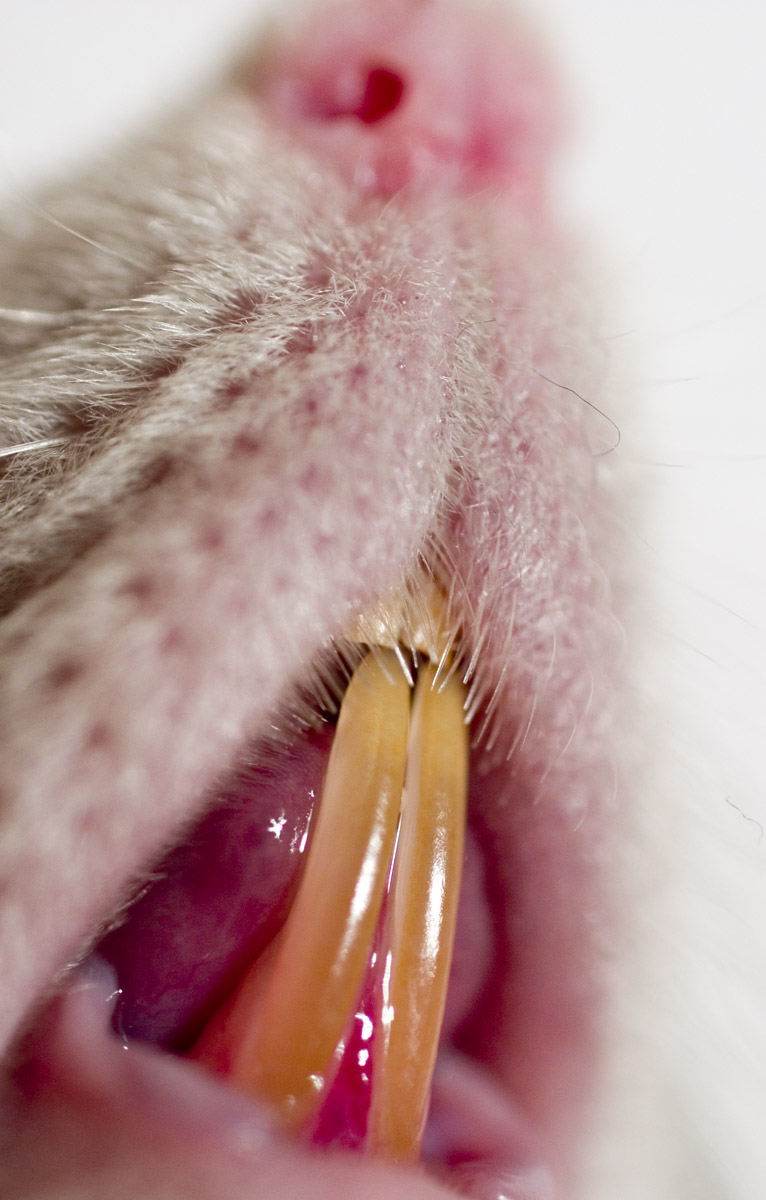
Incisivos de un ejemplar de R. norvegicus. Nótese el grado de desarrollo de los inferiores que, como en el resto de roedores, permanecen en continuo crecimiento durante la vida del animal.

Estos roedores son muy ágiles, trepan hábilmente y logran incluso subir por las paredes más lisas, nadan muy bien, son buenos saltadores y son capaces de cavar, aunque esto último no con mucha perseverancia. Se orientan perfectamente en la oscuridad.
La flexibilidad de su esqueleto les permite introducirse en las viviendas por agujeros estrechos. Su capacidad de roer diversos materiales es tal que les permite perforar desde madera hasta una tubería de plomo. Soportan temperaturas de hasta -30 °C. Sus sentidos están muy desarrollados, sobre todo el oído, el olfato y el gusto. No pueden distinguir colores (esto es, son daltónicas), aunque algunos de ellos, como el amarillo, pueden llegar a atraerlas visto como un gris ligero. Una prueba de que la vista no es un sentido vital para estos animales la da el hecho de que ratas ciegas puedan continuar su vida casi con normalidad. Se han dado casos de ratas que han nadado incluso 400 metros en mar abierto para llegar a un nuevo territorio.  En cuanto a sus capacidades cognitivas, se caracterizan por su astucia, como ya demostró Dalla Torre en 1880, quien pudo observar cómo las ratas se llevaban huevos sin romperlos. Dice el investigador que, para ello, los animales trabajaban perfectamente organizados: uno sujetaba el huevo con las patas, manteniéndolo asido. En esta postura, evidentemente, no podía moverse. Entonces, otro individuo lo agarraba por la cola, arrastrándolo hacia la madriguera en unión del botín. Estos múridos tienen una gran capacidad de intimidación, ya que incluso pueden intimidar a otros animales mucho más grandes que ella, como a los perros.

## Historia evolutiva

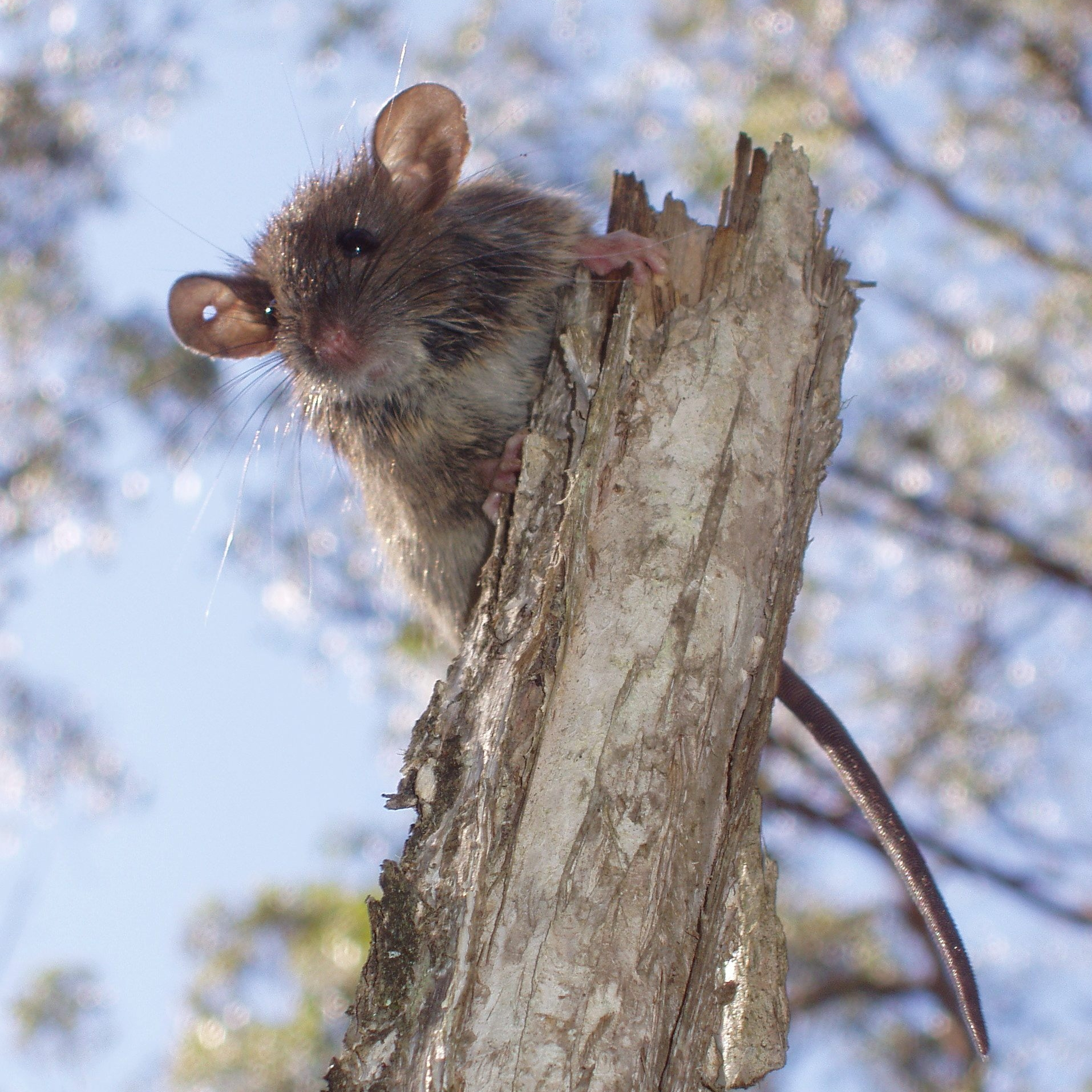
Rattus fuscipes.

Los múridos, la familia de roedores que incluye a la rata, el ratón y los gerbillos, aparecieron durante el Eoceno tardío, aproximadamente 34 millones de años atrás. Los múridos modernos han evolucionado durante el Mioceno (de 23,8 a 5 millones de años atrás) y radiaron durante el Plioceno (hace 5,3 a 1,8 millones de años). El género Rattus emergió dentro de la familia Muridae hace aproximadamente 3,5  a 5-6 millones de años, en países mediterráneos, India, China, Japón y el sudeste asiático.
Luego de su nacimiento, Rattus sufrió dos episodios de intensa especiación, el primero de ellos hace más de 2,7 millones de años y el segundo se inició hace 1,2 millones de años y podría estar todavía en desarrollo.  La primera divergencia dentro del género ocurrió hace aproximadamente 3,5 millones de años y separó la rama de Nueva Guinea del género (Rattus praetor por ejemplo) del linaje asiático. Dentro de este último, la primera especie en divergir fue Rattus norvegicus hace aproximadamente 2,9 millones de años y las dos últimas fueron Rattus rattus y R. tanezumi que se separaron entre sí hace solo 400.000 años.
Los ancestros de Rattus norvegicus y R. rattus divergieron entre sí hace aproximadamente 2 millones de años. La especie más estrechamente relacionada con R. norvegicus es Rattus moluccarius y la diferenciación entre ambas aparentemente ocurrió hace apenas 0,5 millones de años.
En el cladograma de abajo se muestran las relaciones filogenéticas entre Rattus y tres géneros de múridos muy relacionados, Berylmys, Bandicota y Sundamys, y se especifican los períodos de intensa especiación dentro del género.
| Especiación intensa (hace 1,2 millones de años) | Rattus argentiventer |
|                                                 | Rattus argentiventer |
|                                                 | \| \| Rattus rattus \| \| \| \| \| \| Rattus baluensis \| \| \| \| \| \| Rattus tiomanicus \| \| \| \| \| \| Rattus losea \| \| \| \| \| \| Rattus sikkimensis \| \| \| \| \| \| Rattus tanezumi \| \| \| \| \| \| Rattus flavipectus \| \| \| \| |
|                                                 | |
|                                                 | Rattus rattus |
|                                                 | |
|                                                 | Rattus baluensis |
|                                                 | |
|                                                 | Rattus tiomanicus |
|                                                 | |
|                                                 | Rattus losea |
|                                                 | |
|                                                 | Rattus sikkimensis |
|                                                 | |
|                                                 | Rattus tanezumi |
|                                                 | |
|                                                 | Rattus flavipectus |
|                                                 | |

|  | Rattus rattus      |
|  |                    |
|  | Rattus baluensis   |
|  |                    |
|  | Rattus tiomanicus  |
|  |                    |
|  | Rattus losea       |
|  |                    |
|  | Rattus sikkimensis |
|  |                    |
|  | Rattus tanezumi    |
|  |                    |
|  | Rattus flavipectus |
|  |                    |

| Especiación intensa (hace 1,2 millones de años) | Rattus argentiventer |
|                                                 | Rattus argentiventer |
|                                                 | \| \| Rattus rattus \| \| \| \| \| \| Rattus baluensis \| \| \| \| \| \| Rattus tiomanicus \| \| \| \| \| \| Rattus losea \| \| \| \| \| \| Rattus sikkimensis \| \| \| \| \| \| Rattus tanezumi \| \| \| \| \| \| Rattus flavipectus \| \| \| \| |
|                                                 | |
|                                                 | Rattus rattus |
|                                                 | |
|                                                 | Rattus baluensis |
|                                                 | |
|                                                 | Rattus tiomanicus |
|                                                 | |
|                                                 | Rattus losea |
|                                                 | |
|                                                 | Rattus sikkimensis |
|                                                 | |
|                                                 | Rattus tanezumi |
|                                                 | |
|                                                 | Rattus flavipectus |
|                                                 | |

|  | Rattus rattus      |
|  |                    |
|  | Rattus baluensis   |
|  |                    |
|  | Rattus tiomanicus  |
|  |                    |
|  | Rattus losea       |
|  |                    |
|  | Rattus sikkimensis |
|  |                    |
|  | Rattus tanezumi    |
|  |                    |
|  | Rattus flavipectus |
|  |                    |

| Especiación intensa (hace 1,2 millones de años) | Rattus argentiventer |
|                                                 | Rattus argentiventer |
|                                                 | \| \| Rattus rattus \| \| \| \| \| \| Rattus baluensis \| \| \| \| \| \| Rattus tiomanicus \| \| \| \| \| \| Rattus losea \| \| \| \| \| \| Rattus sikkimensis \| \| \| \| \| \| Rattus tanezumi \| \| \| \| \| \| Rattus flavipectus \| \| \| \| |
|                                                 | |
|                                                 | Rattus rattus |
|                                                 | |
|                                                 | Rattus baluensis |
|                                                 | |
|                                                 | Rattus tiomanicus |
|                                                 | |
|                                                 | Rattus losea |
|                                                 | |
|                                                 | Rattus sikkimensis |
|                                                 | |
|                                                 | Rattus tanezumi |
|                                                 | |
|                                                 | Rattus flavipectus |
|                                                 | |

|  | Rattus rattus      |
|  |                    |
|  | Rattus baluensis   |
|  |                    |
|  | Rattus tiomanicus  |
|  |                    |
|  | Rattus losea       |
|  |                    |
|  | Rattus sikkimensis |
|  |                    |
|  | Rattus tanezumi    |
|  |                    |
|  | Rattus flavipectus |
|  |                    |

| Especiación intensa (hace 1,2 millones de años) | Rattus argentiventer |
|                                                 | Rattus argentiventer |
|                                                 | \| \| Rattus rattus \| \| \| \| \| \| Rattus baluensis \| \| \| \| \| \| Rattus tiomanicus \| \| \| \| \| \| Rattus losea \| \| \| \| \| \| Rattus sikkimensis \| \| \| \| \| \| Rattus tanezumi \| \| \| \| \| \| Rattus flavipectus \| \| \| \| |
|                                                 | |
|                                                 | Rattus rattus |
|                                                 | |
|                                                 | Rattus baluensis |
|                                                 | |
|                                                 | Rattus tiomanicus |
|                                                 | |
|                                                 | Rattus losea |
|                                                 | |
|                                                 | Rattus sikkimensis |
|                                                 | |
|                                                 | Rattus tanezumi |
|                                                 | |
|                                                 | Rattus flavipectus |
|                                                 | |

|  | Rattus rattus      |
|  |                    |
|  | Rattus baluensis   |
|  |                    |
|  | Rattus tiomanicus  |
|  |                    |
|  | Rattus losea       |
|  |                    |
|  | Rattus sikkimensis |
|  |                    |
|  | Rattus tanezumi    |
|  |                    |
|  | Rattus flavipectus |
|  |                    |

| Especiación intensa (hace 1,2 millones de años) | Rattus argentiventer |
|                                                 | Rattus argentiventer |
|                                                 | \| \| Rattus rattus \| \| \| \| \| \| Rattus baluensis \| \| \| \| \| \| Rattus tiomanicus \| \| \| \| \| \| Rattus losea \| \| \| \| \| \| Rattus sikkimensis \| \| \| \| \| \| Rattus tanezumi \| \| \| \| \| \| Rattus flavipectus \| \| \| \| |
|                                                 | |
|                                                 | Rattus rattus |
|                                                 | |
|                                                 | Rattus baluensis |
|                                                 | |
|                                                 | Rattus tiomanicus |
|                                                 | |
|                                                 | Rattus losea |
|                                                 | |
|                                                 | Rattus sikkimensis |
|                                                 | |
|                                                 | Rattus tanezumi |
|                                                 | |
|                                                 | Rattus flavipectus |
|                                                 | |

|  | Rattus rattus      |
|  |                    |
|  | Rattus baluensis   |
|  |                    |
|  | Rattus tiomanicus  |
|  |                    |
|  | Rattus losea       |
|  |                    |
|  | Rattus sikkimensis |
|  |                    |
|  | Rattus tanezumi    |
|  |                    |
|  | Rattus flavipectus |
|  |                    |

| Especiación intensa (hace 1,2 millones de años) | Rattus argentiventer |
|                                                 | Rattus argentiventer |
|                                                 | \| \| Rattus rattus \| \| \| \| \| \| Rattus baluensis \| \| \| \| \| \| Rattus tiomanicus \| \| \| \| \| \| Rattus losea \| \| \| \| \| \| Rattus sikkimensis \| \| \| \| \| \| Rattus tanezumi \| \| \| \| \| \| Rattus flavipectus \| \| \| \| |
|                                                 | |
|                                                 | Rattus rattus |
|                                                 | |
|                                                 | Rattus baluensis |
|                                                 | |
|                                                 | Rattus tiomanicus |
|                                                 | |
|                                                 | Rattus losea |
|                                                 | |
|                                                 | Rattus sikkimensis |
|                                                 | |
|                                                 | Rattus tanezumi |
|                                                 | |
|                                                 | Rattus flavipectus |
|                                                 | |

|  | Rattus rattus      |
|  |                    |
|  | Rattus baluensis   |
|  |                    |
|  | Rattus tiomanicus  |
|  |                    |
|  | Rattus losea       |
|  |                    |
|  | Rattus sikkimensis |
|  |                    |
|  | Rattus tanezumi    |
|  |                    |
|  | Rattus flavipectus |
|  |                    |

| Especiación intensa (hace 1,2 millones de años) | Rattus argentiventer |
|                                                 | Rattus argentiventer |
|                                                 | \| \| Rattus rattus \| \| \| \| \| \| Rattus baluensis \| \| \| \| \| \| Rattus tiomanicus \| \| \| \| \| \| Rattus losea \| \| \| \| \| \| Rattus sikkimensis \| \| \| \| \| \| Rattus tanezumi \| \| \| \| \| \| Rattus flavipectus \| \| \| \| |
|                                                 | |
|                                                 | Rattus rattus |
|                                                 | |
|                                                 | Rattus baluensis |
|                                                 | |
|                                                 | Rattus tiomanicus |
|                                                 | |
|                                                 | Rattus losea |
|                                                 | |
|                                                 | Rattus sikkimensis |
|                                                 | |
|                                                 | Rattus tanezumi |
|                                                 | |
|                                                 | Rattus flavipectus |
|                                                 | |

|  | Rattus rattus      |
|  |                    |
|  | Rattus baluensis   |
|  |                    |
|  | Rattus tiomanicus  |
|  |                    |
|  | Rattus losea       |
|  |                    |
|  | Rattus sikkimensis |
|  |                    |
|  | Rattus tanezumi    |
|  |                    |
|  | Rattus flavipectus |
|  |                    |

| Especiación intensa (hace 1,2 millones de años) | Rattus argentiventer |
|                                                 | Rattus argentiventer |
|                                                 | \| \| Rattus rattus \| \| \| \| \| \| Rattus baluensis \| \| \| \| \| \| Rattus tiomanicus \| \| \| \| \| \| Rattus losea \| \| \| \| \| \| Rattus sikkimensis \| \| \| \| \| \| Rattus tanezumi \| \| \| \| \| \| Rattus flavipectus \| \| \| \| |
|                                                 | |
|                                                 | Rattus rattus |
|                                                 | |
|                                                 | Rattus baluensis |
|                                                 | |
|                                                 | Rattus tiomanicus |
|                                                 | |
|                                                 | Rattus losea |
|                                                 | |
|                                                 | Rattus sikkimensis |
|                                                 | |
|                                                 | Rattus tanezumi |
|                                                 | |
|                                                 | Rattus flavipectus |
|                                                 | |

|  | Rattus rattus      |
|  |                    |
|  | Rattus baluensis   |
|  |                    |
|  | Rattus tiomanicus  |
|  |                    |
|  | Rattus losea       |
|  |                    |
|  | Rattus sikkimensis |
|  |                    |
|  | Rattus tanezumi    |
|  |                    |
|  | Rattus flavipectus |
|  |                    |

| Especiación intensa (hace 1,2 millones de años) | Rattus argentiventer |
|                                                 | Rattus argentiventer |
|                                                 | \| \| Rattus rattus \| \| \| \| \| \| Rattus baluensis \| \| \| \| \| \| Rattus tiomanicus \| \| \| \| \| \| Rattus losea \| \| \| \| \| \| Rattus sikkimensis \| \| \| \| \| \| Rattus tanezumi \| \| \| \| \| \| Rattus flavipectus \| \| \| \| |
|                                                 | |
|                                                 | Rattus rattus |
|                                                 | |
|                                                 | Rattus baluensis |
|                                                 | |
|                                                 | Rattus tiomanicus |
|                                                 | |
|                                                 | Rattus losea |
|                                                 | |
|                                                 | Rattus sikkimensis |
|                                                 | |
|                                                 | Rattus tanezumi |
|                                                 | |
|                                                 | Rattus flavipectus |
|                                                 | |

|  | Rattus rattus      |
|  |                    |
|  | Rattus baluensis   |
|  |                    |
|  | Rattus tiomanicus  |
|  |                    |
|  | Rattus losea       |
|  |                    |
|  | Rattus sikkimensis |
|  |                    |
|  | Rattus tanezumi    |
|  |                    |
|  | Rattus flavipectus |
|  |                    |

| Especiación intensa (hace 1,2 millones de años) | Rattus argentiventer |
|                                                 | Rattus argentiventer |
|                                                 | \| \| Rattus rattus \| \| \| \| \| \| Rattus baluensis \| \| \| \| \| \| Rattus tiomanicus \| \| \| \| \| \| Rattus losea \| \| \| \| \| \| Rattus sikkimensis \| \| \| \| \| \| Rattus tanezumi \| \| \| \| \| \| Rattus flavipectus \| \| \| \| |
|                                                 | |
|                                                 | Rattus rattus |
|                                                 | |
|                                                 | Rattus baluensis |
|                                                 | |
|                                                 | Rattus tiomanicus |
|                                                 | |
|                                                 | Rattus losea |
|                                                 | |
|                                                 | Rattus sikkimensis |
|                                                 | |
|                                                 | Rattus tanezumi |
|                                                 | |
|                                                 | Rattus flavipectus |
|                                                 | |

|  | Rattus rattus      |
|  |                    |
|  | Rattus baluensis   |
|  |                    |
|  | Rattus tiomanicus  |
|  |                    |
|  | Rattus losea       |
|  |                    |
|  | Rattus sikkimensis |
|  |                    |
|  | Rattus tanezumi    |
|  |                    |
|  | Rattus flavipectus |
|  |                    |

| Especiación intensa (hace 1,2 millones de años) | Rattus argentiventer |
|                                                 | Rattus argentiventer |
|                                                 | \| \| Rattus rattus \| \| \| \| \| \| Rattus baluensis \| \| \| \| \| \| Rattus tiomanicus \| \| \| \| \| \| Rattus losea \| \| \| \| \| \| Rattus sikkimensis \| \| \| \| \| \| Rattus tanezumi \| \| \| \| \| \| Rattus flavipectus \| \| \| \| |
|                                                 | |
|                                                 | Rattus rattus |
|                                                 | |
|                                                 | Rattus baluensis |
|                                                 | |
|                                                 | Rattus tiomanicus |
|                                                 | |
|                                                 | Rattus losea |
|                                                 | |
|                                                 | Rattus sikkimensis |
|                                                 | |
|                                                 | Rattus tanezumi |
|                                                 | |
|                                                 | Rattus flavipectus |
|                                                 | |

|  | Rattus rattus      |
|  |                    |
|  | Rattus baluensis   |
|  |                    |
|  | Rattus tiomanicus  |
|  |                    |
|  | Rattus losea       |
|  |                    |
|  | Rattus sikkimensis |
|  |                    |
|  | Rattus tanezumi    |
|  |                    |
|  | Rattus flavipectus |
|  |                    |

| Especiación intensa (hace 1,2 millones de años) | Rattus argentiventer |
|                                                 | Rattus argentiventer |
|                                                 | \| \| Rattus rattus \| \| \| \| \| \| Rattus baluensis \| \| \| \| \| \| Rattus tiomanicus \| \| \| \| \| \| Rattus losea \| \| \| \| \| \| Rattus sikkimensis \| \| \| \| \| \| Rattus tanezumi \| \| \| \| \| \| Rattus flavipectus \| \| \| \| |
|                                                 | |
|                                                 | Rattus rattus |
|                                                 | |
|                                                 | Rattus baluensis |
|                                                 | |
|                                                 | Rattus tiomanicus |
|                                                 | |
|                                                 | Rattus losea |
|                                                 | |
|                                                 | Rattus sikkimensis |
|                                                 | |
|                                                 | Rattus tanezumi |
|                                                 | |
|                                                 | Rattus flavipectus |
|                                                 | |

|  | Rattus rattus      |
|  |                    |
|  | Rattus baluensis   |
|  |                    |
|  | Rattus tiomanicus  |
|  |                    |
|  | Rattus losea       |
|  |                    |
|  | Rattus sikkimensis |
|  |                    |
|  | Rattus tanezumi    |
|  |                    |
|  | Rattus flavipectus |
|  |                    |

| Especiación intensa (hace 1,2 millones de años) | Rattus argentiventer |
|                                                 | Rattus argentiventer |
|                                                 | \| \| Rattus rattus \| \| \| \| \| \| Rattus baluensis \| \| \| \| \| \| Rattus tiomanicus \| \| \| \| \| \| Rattus losea \| \| \| \| \| \| Rattus sikkimensis \| \| \| \| \| \| Rattus tanezumi \| \| \| \| \| \| Rattus flavipectus \| \| \| \| |
|                                                 | |
|                                                 | Rattus rattus |
|                                                 | |
|                                                 | Rattus baluensis |
|                                                 | |
|                                                 | Rattus tiomanicus |
|                                                 | |
|                                                 | Rattus losea |
|                                                 | |
|                                                 | Rattus sikkimensis |
|                                                 | |
|                                                 | Rattus tanezumi |
|                                                 | |
|                                                 | Rattus flavipectus |
|                                                 | |

|  | Rattus rattus      |
|  |                    |
|  | Rattus baluensis   |
|  |                    |
|  | Rattus tiomanicus  |
|  |                    |
|  | Rattus losea       |
|  |                    |
|  | Rattus sikkimensis |
|  |                    |
|  | Rattus tanezumi    |
|  |                    |
|  | Rattus flavipectus |
|  |                    |

| Especiación intensa (hace 1,2 millones de años) | Rattus argentiventer |
|                                                 | Rattus argentiventer |
|                                                 | \| \| Rattus rattus \| \| \| \| \| \| Rattus baluensis \| \| \| \| \| \| Rattus tiomanicus \| \| \| \| \| \| Rattus losea \| \| \| \| \| \| Rattus sikkimensis \| \| \| \| \| \| Rattus tanezumi \| \| \| \| \| \| Rattus flavipectus \| \| \| \| |
|                                                 | |
|                                                 | Rattus rattus |
|                                                 | |
|                                                 | Rattus baluensis |
|                                                 | |
|                                                 | Rattus tiomanicus |
|                                                 | |
|                                                 | Rattus losea |
|                                                 | |
|                                                 | Rattus sikkimensis |
|                                                 | |
|                                                 | Rattus tanezumi |
|                                                 | |
|                                                 | Rattus flavipectus |
|                                                 | |

|  | Rattus rattus      |
|  |                    |
|  | Rattus baluensis   |
|  |                    |
|  | Rattus tiomanicus  |
|  |                    |
|  | Rattus losea       |
|  |                    |
|  | Rattus sikkimensis |
|  |                    |
|  | Rattus tanezumi    |
|  |                    |
|  | Rattus flavipectus |
|  |                    |

| Especiación intensa (hace 1,2 millones de años) | Rattus argentiventer |
|                                                 | Rattus argentiventer |
|                                                 | \| \| Rattus rattus \| \| \| \| \| \| Rattus baluensis \| \| \| \| \| \| Rattus tiomanicus \| \| \| \| \| \| Rattus losea \| \| \| \| \| \| Rattus sikkimensis \| \| \| \| \| \| Rattus tanezumi \| \| \| \| \| \| Rattus flavipectus \| \| \| \| |
|                                                 | |
|                                                 | Rattus rattus |
|                                                 | |
|                                                 | Rattus baluensis |
|                                                 | |
|                                                 | Rattus tiomanicus |
|                                                 | |
|                                                 | Rattus losea |
|                                                 | |
|                                                 | Rattus sikkimensis |
|                                                 | |
|                                                 | Rattus tanezumi |
|                                                 | |
|                                                 | Rattus flavipectus |
|                                                 | |

|  | Rattus rattus      |
|  |                    |
|  | Rattus baluensis   |
|  |                    |
|  | Rattus tiomanicus  |
|  |                    |
|  | Rattus losea       |
|  |                    |
|  | Rattus sikkimensis |
|  |                    |
|  | Rattus tanezumi    |
|  |                    |
|  | Rattus flavipectus |
|  |                    |

| Especiación intensa (hace 1,2 millones de años) | Rattus argentiventer |
|                                                 | Rattus argentiventer |
|                                                 | \| \| Rattus rattus \| \| \| \| \| \| Rattus baluensis \| \| \| \| \| \| Rattus tiomanicus \| \| \| \| \| \| Rattus losea \| \| \| \| \| \| Rattus sikkimensis \| \| \| \| \| \| Rattus tanezumi \| \| \| \| \| \| Rattus flavipectus \| \| \| \| |
|                                                 | |
|                                                 | Rattus rattus |
|                                                 | |
|                                                 | Rattus baluensis |
|                                                 | |
|                                                 | Rattus tiomanicus |
|                                                 | |
|                                                 | Rattus losea |
|                                                 | |
|                                                 | Rattus sikkimensis |
|                                                 | |
|                                                 | Rattus tanezumi |
|                                                 | |
|                                                 | Rattus flavipectus |
|                                                 | |

|  | Rattus rattus      |
|  |                    |
|  | Rattus baluensis   |
|  |                    |
|  | Rattus tiomanicus  |
|  |                    |
|  | Rattus losea       |
|  |                    |
|  | Rattus sikkimensis |
|  |                    |
|  | Rattus tanezumi    |
|  |                    |
|  | Rattus flavipectus |
|  |                    |

## Clasificación y taxonomía
El género Rattus es uno de los más de 140 géneros de la familia Muridae (la mayor familia de mamíferos) dentro del orden de los roedores, el más numeroso de los mamíferos. Dado que hay más de 2200 especies de roedores, las especies de este género representan el 2,54% del total de especies que conforman el orden Rodentia. Sin embargo, no todas las especies que comúnmente se llaman ratas pertenecen al género Rattus.

### Especies

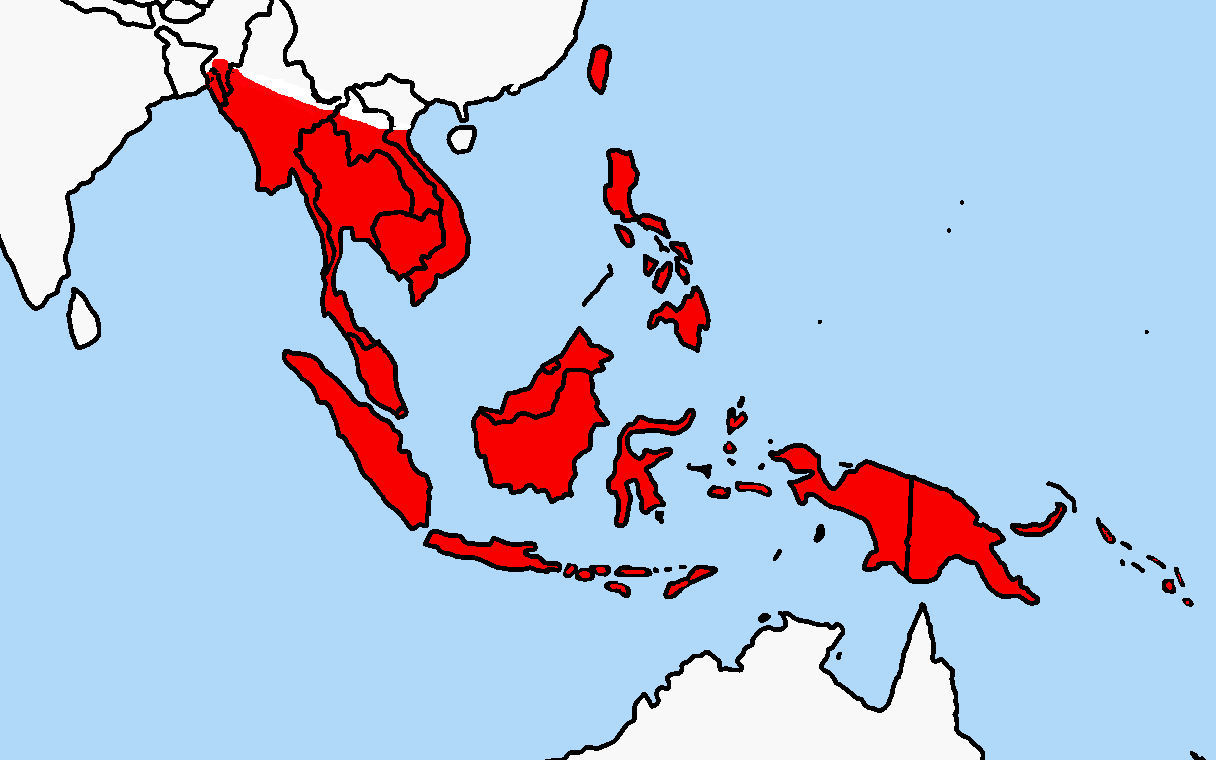
Distribución de Rattus exulans, un miembro del grupo rattus. Compárese esta distribución restringida con las que presentan las especies invasoras del género, tales como Rattus rattus o R. norvegicus.

Los miembros del género Rattus son nativos de Asia continental templada y tropical, la región de Australia-Nueva Guinea y las islas que se hallan entre ambas zonas. En toda esa extensión geográfica, la adaptación al medio ha originado un fenómeno de especiación local o regional que se toma como base para una clasificación informal del género en cinco grupos de especies que ocupan diferentes áreas geográficas:
- Grupo  «norvegicus». Incluye en una sola especie (Rattus norvegicus) que se habría originado en el norte y noreste de China.

- Grupo «rattus», cuyas 20 especies son indígenas de Asia tropical y subtropical, desde India peninsular al sudeste de China, sudeste de Asia, Taiwán, algunas islas de Filipinas y Célebes. Las especies de este grupo viven en los bosques lluviosos de montaña o de tierras bajas, campos agrícolas o abandonados. Además de la rata casera, las distribuciones de otras cuatro especies (R. argentiventer, R. nitidus, R. exulans, y R. tanezumi) se extienden más allá de su área original hacia Asia continental, desde la Placa de Sunda a Nueva Guinea y hasta ciertas islas del Pacífico. Tal distribución representa, muy probablemente, introducciones facilitadas por las actividades humanas.

- Las 19 especies del grupo «Australia-Nueva Guinea» son nativas de Australia, Nueva Guinea e islas adyacentes, las Molucas y la región de la Placa de Sunda. Las especies de este grupo ocupan hábitats arenosos, pastizales abiertos, áreas herbáceas dentro de bosques, sabanas y selvas tropicales.

- Grupo «xanthurus». Comprende 5 especies naturales de Célebes y la cercana isla de Peleng, donde habitan en formaciones selváticas a todas las altitudes.

- Finalmente, existe un grupo de 11 especies cuyas relaciones con los restantes miembros del género no están resueltas. Ocupan hábitats en selvas tropicales desde India peninsular hasta el sudeste asiático y las Filipinas. Dos especies de este grupo se han extinguido.

Hay diferencias de criterio a la hora de cifrar el número de especies del género. Según el ITIS el género Rattus G. Fischer, 1803 alberga las siguientes especies:
- Rattus adustus Sody, 1940
- Rattus annandalei (Bonhote, 1903)
- Rattus argentiventer (Robinson y Kloss, 1916)
- Rattus baluensis (Thomas, 1894)
- Rattus bontanus (Thomas, 1921)
- Rattus burrus (Miller, 1902)
- Rattus colletti (Thomas, 1904)
- Rattus elaphinus (Sody, 1941)
- Rattus enganus (Miller, 1906)
- Rattus everetti (Guenther, 1879)
- Rattus exulans (Peale, 1848)
- Rattus feileri Fabre, Miguez, Holden, Fitriana, Semiadi, Musser & Helgen, 2023[24]
- Rattus feliceus (Thomas, 1920)
- Rattus foramineus Sody, 1941
- Rattus fuscipes (Waterhouse, 1839)
- Rattus giluwensis (Hill, 1960)
- Rattus hainaldi  (Kitchener, How y Maharadatunkamsi, 1991)
- Rattus halmaheraensis Fabre, Miguez, Holden, Fitriana, Semiadi, Musser & Helgen, 2023[24]
- Rattus hoffmanni (Matschie, 1901)
- Rattus hoogerwerfi Chasen, 1939
- Rattus jobiensis Ruemmler, 1935
- Rattus koopmani Musser y Holden, 1991
- Rattus korinchi (Robinson y Kloss, 1916)
- Rattus leucopus (Gray, 1867)
- Rattus losea (Swinhoe, 1871)
- Rattus lugens (Miller, 1903)
- Rattus lutreolus (J. E. Gray, 1841)
- Rattus macleari (Thomas, 1887)
- Rattus marmosurus Thomas, 1921
- Rattus mindorensis (Thomas, 1898)
- Rattus mollicomulus Tate y Archbold, 1935
- Rattus montanus Phillips, 1932
- Rattus mordax (Thomas, 1904)
- Rattus morotaiensis Kellogg, 1945
- Rattus nativitatis (Thomas, 1889)
- Rattus nitidus (Hodgson, 1845)
- Rattus norvegicus (Berkenhout, 1769)
- Rattus novaeguineae Taylor y Calaby, 1982
- Rattus obiensis Fabre, Miguez, Holden, Fitriana, Semiadi, Musser & Helgen, 2023[24]
- Rattus osgoodi Musser y Newcomb, 1985
- Rattus palmarum (Zelebor, 1869)
- Rattus pelurus Sody, 1941
- Rattus praetor (Thomas, 1888)
- Rattus ranjiniae Agrawal y Ghosal, 1969
- Rattus rattus (Linnaeus, 1758)
- Rattus sanila Flannery y White, 1991
- Rattus sikkimensis Hinton, 1919
- Rattus simalurensis (Miller, 1903)
- Rattus sordidus (Gould, 1858)
- Rattus steini Ruemmler, 1935
- Rattus stoicus (Miller, 1902)
- Rattus taliabuensis Fabre, Miguez, Holden, Fitriana, Semiadi, Musser & Helgen, 2023[24]
- Rattus tanezumi Temminck, 1844
- Rattus tawitawiensis Musser y Heaney, 1985
- Rattus timorensis Kitchener, Aplin y Boeadi, 1991
- Rattus tiomanicus (Miller, 1900)
- Rattus tunneyi (Thomas, 1904)
- Rattus turkestanicus (Satunin, 1903)
- Rattus villosissimus (Waite, 1898)
- Rattus xanthurus (Gray, 1867)

### Ratas urbanas
Las especies más usuales en los entornos urbanos son R. rattus y R. norvegicus. Estas dos especies de ratas son muy parecidas entre sí. Algunas de sus diferencias son morfológicas, mientras tanto, otras residen en su comportamiento. La única diferencia entre las costumbres de las especies Rattus rattus y Rattus norvegicus, radica en el hecho de que la primera prefiere habitar en las partes altas de las casas, los graneros y las buhardillas, en tanto que a la segunda le resultan más gratos los subsuelos de los edificios, en los navíos las bodegas húmedas, las galerías subterráneas, las alcantarillas, los pozos, y las orillas de los ríos.
| Tamaño (sin la cola)         | 7-11 cm                 | 17-27 cm               |
| Dimensiones de la cola       | 9-24 cm                 | 15-23 cm               |
| Tamaño corporal              | Ligeramente más pequeño | Ligeramente más grande |
| Peso                         | 125-250 g               | 180-600 g              |
| Tamaño promedio de la camada | 5 a 16 ejemplares       | 2 a 16 ejemplares      |
| Longevidad (libertad)        | 18 meses                | 12 meses               |
| Longevidad (cautividad)      | 2-3 años                | 3 años                 |
| Hostilidad                   | Menos agresiva          | Más agresiva           |
| Fuentes: Sierra de Baza      |                         |                        |

- Rattus rattus

Diferencias físicas entre Rattus rattus y Rattus norvegicus.(Clic para ampliar)

También conocida como rata de techo, rata negra o rata campestre, procede de los bosques del sudeste asiático y se caracteriza por sus hábitos arborícolas. Con la urbanización, amplió su nicho ecológico a los techos de las cabañas, cerca de las cuales es fácil obtener alimento. En Europa central habitaba generalmente en los desvanes. En Europa, desde hace un siglo, la rata negra está en estado de retroceso. Las ratas caseras tienen el aspecto de ratones caseros pero de mayor tamaño, con grandes ojos y orejas, cuerpos esbeltos y una cola especialmente larga cuyo pelo suele ser de color negro, por lo que también se la conoce como rata negra. La rata de campo, hasta hace unos siglos, dominaba las ciudades, pero fueron desplazadas por las ratas de alcantarilla, de mayor tamaño, tras la llegada de estas.
- Rattus norvegicus

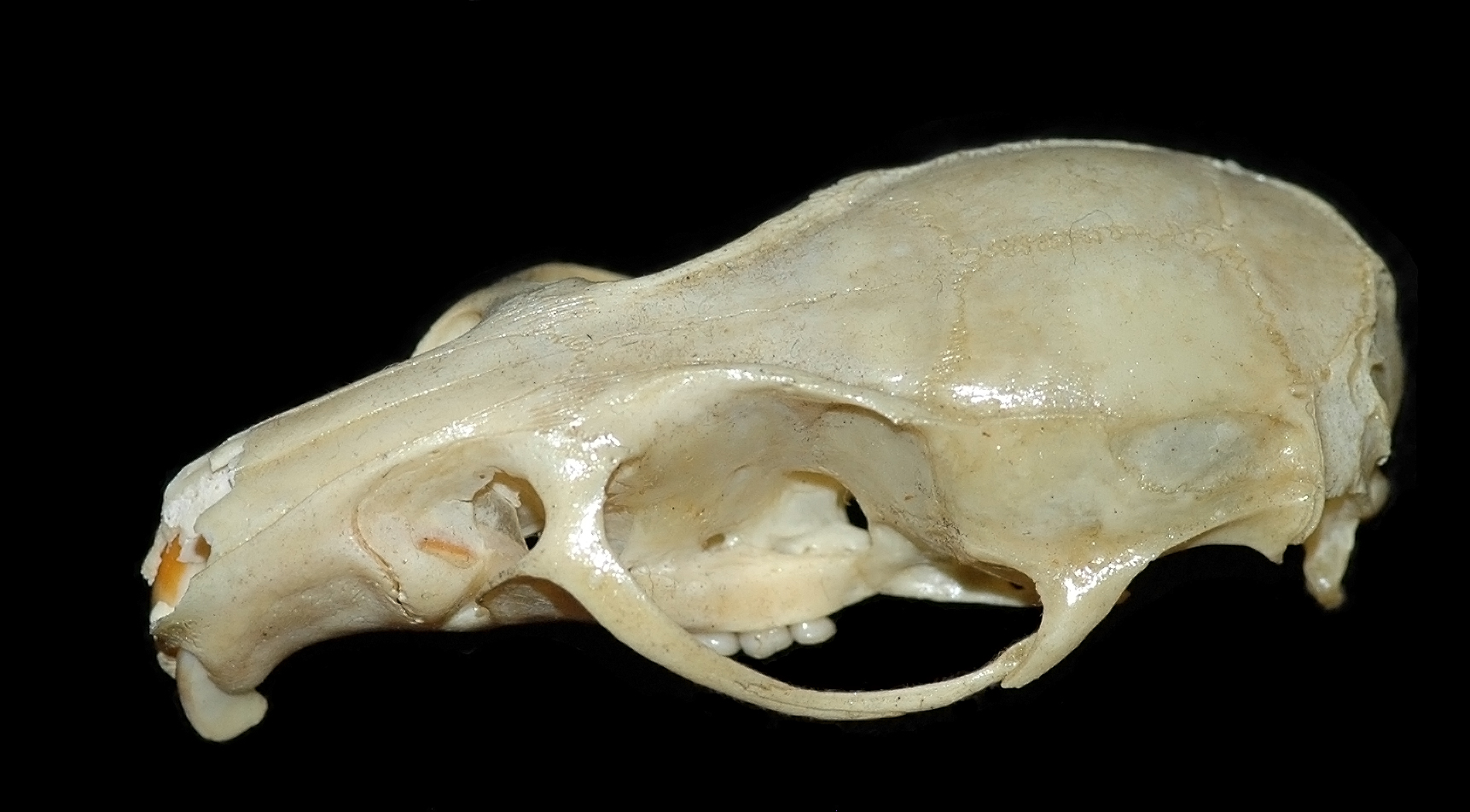
Cráneo de la especie Rattus norvegicus.

También llamada rata común, rata noruega, rata de alcantarilla o rata parda, es algo más grande y pesada que la rata casera, con ojos y orejas pequeñas y una cola proporcionalmente más corta. El color de su pelaje es pardo. De gran voracidad y muy agresiva, en épocas de escasez de comida, no duda en atacar a animales más grandes que ella.
Esta especie también procede de Asia; vivía libremente en los campos, de forma salvaje, en construcciones propias con sistemas de corredores. Las pendientes eran su hábitat predilecto, aunque se encontraban también en los ríos, ya que son buenas nadadoras. La rata de alcantarilla llegó a Europa hace tres siglos. Con su llegada a los entornos urbanos, desplazaron a la rata negra debido a su mayor tamaño y agresividad.

## Distribución y hábitat
El género Rattus es cosmopolita, y dos de las especies del género, Rattus rattus y Rattus norvegicus, se pueden encontrar prácticamente en cualquier lugar del planeta, exceptuando los polos. Tales roedores murinos actualmente cosmopolitas, no obstante, tienen como distribución original el área Indo-Asiática. R. rattus, conjuntamente con otro roedor, Mus musculus, fueron transportados a Europa durante las cruzadas (siglo XIII), mientras que R. norvegicus se dispersó a ese continente de manera natural en el mismo siglo, diezmando las poblaciones de R. rattus. Rattus rattus habría llegado a América con los conquistadores españoles en el siglo XVII. La invasión posterior de R. norvegicus a Europa determinó que esta especie llegara a las Américas en el siglo XIX.
Las dos especies invasoras mencionadas casi siempre buscan las zonas con edificaciones humanas, donde saben que encontrarán alimento. Prefiere los climas cálidos, pero con tiempo frío en regiones más septentrionales busca las edificaciones humanas.
Los roedores en particular han causado caos en varias islas pequeñas alrededor del mundo, ya que compiten con las especies autóctonas por semillas esenciales e insectos. Las ratas se alimentan de aves nativas, cazan polluelos, se comen los huevos y destruyen sus nidos. La erradicación de las ratas, una vez establecidas en un lugar, es extremadamente difícil. La eliminación de esta plaga es incluso más difícil cuando no son muchas, probablemente debido a que la competencia para conseguir comida no es tan intensa.
Las autoridades de Nueva Zelanda, por ejemplo, libran una constante batalla para controlar a los roedores. Las desiertas islas Noises, al noreste de Nueva Zelanda, fueron invadidas por Rattus norvegicus al menos en seis ocasiones entre 1981 y 2002. Algunas especies en Nueva Zelanda, como el kakapo, han tenido que ver trasladadas sus poblaciones a islas libres de roedores y otros mamíferos introducidos para evitar su extinción.

## Las ratas en la cultura popular

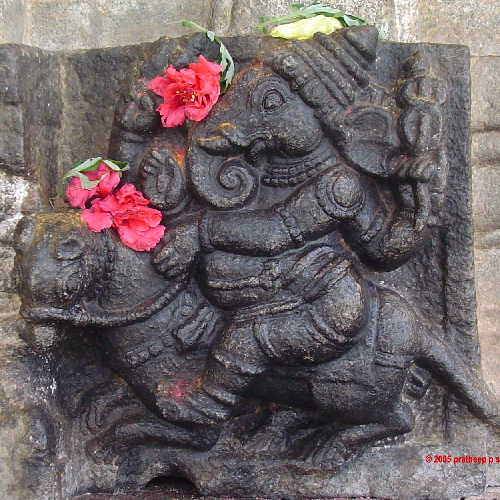
Ganesha, montado sobre una rata. Escultura del templo Vaidyeshwara, en Talakkadu, Karnataka, India.

Los romanos no diferenciaban entre ratas y ratones, por lo que se referían a ambos como mus maximus (ratón grande) y mus minimus (ratón pequeño), respectivamente.[cita requerida]
En el Imperio chino, a veces se las confundía con los ratones. Es el primero de los 12 animales del zodiaco chino, correspondiente a los años 1996, 2008, 2020, y sucesivos cada doce años. Según la tradición china, los nacidos en esos años poseerían habilidades o cualidades ratunas. Esto incluye la creatividad, la honestidad, la generosidad, la ambición, un temperamento reaccionario, el despilfarro y la fertilidad. Los nacidos rata, de acuerdo con este zodíaco, se complementarían bien con los nacidos monos y los dragones, aunque no congeniarían con los caballo.[cita requerida]

### Oriente
En la ciudad de Deshnoke, al noroeste de la India, se mantienen unas 20 000 ratas con vida en el templo de Karni Mata, porque según la creencia popular son las reencarnaciones de Karni Mata y sus seguidores, los sadhus, hombres santos del hinduismo.
El sacerdote encargado del templo las alimenta con granos y leche, participando también los peregrinos en esta labor. El comer alimentos ofrecidos a estos sadhus y que hayan sido tocados por una de las ratas se considera una bendición de su dios entre sus feligreses. En la mitología hindú, una rata es el vehículo del dios Ganesha.

### Occidente

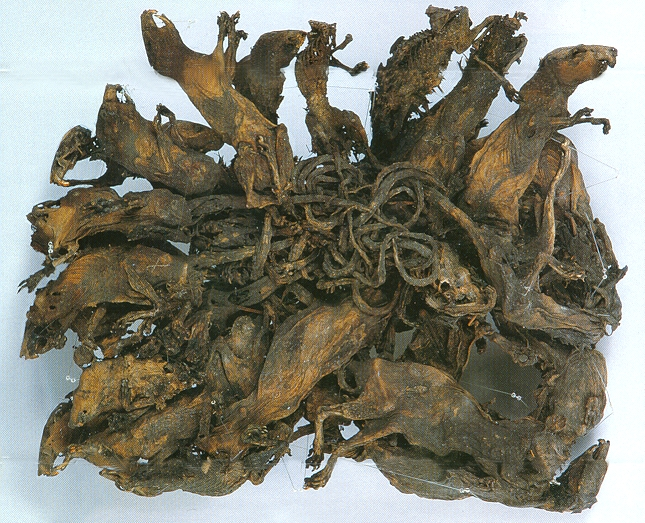
Un ejemplo de "rey de las ratas" o Rattenkönig del museo "Mauritianum" en Altenburg.

En la cultura occidental las ratas tienen connotaciones generalmente negativas. La palabra rata se usa como sinónimo de varias interjecciones vulgares o palabras malsonantes. Posiblemente, dicha asociación se deba a la suciedad y a las enfermedades que las ratas han traído históricamente consigo. Bien conocidas son las plagas que contribuyeron a propagar durante los siglos XIV y XV, con la denominada peste negra como máximo exponente.
Las ratas en la cultura occidental son percibidas como un animal peligroso, sucio, fuente de enfermedades, parasitario y ladrón de comida. Por eso el envenenamiento de ratas se acepta en el hemisferio occidental como algo normal, mientras que hacer lo mismo con otros animales portadores potenciales de diversas plagas (como pueden ser los perros y gatos no domesticados) sería percibido como una solución muy injusta a los ojos de los defensores de los animales y del público en general.
Describir a una persona "como una rata" implica generalmente que está envuelto en algo sospechoso y deshonesto. En España y Argentina se utiliza esta palabra para designar a alguien avaro. Por el contrario, a los ratones el estereotipo los presenta como algo "bonito" y burgués. En la Isla de Man (un protectorado británico) no se usa la palabra "rata" por considerarse tabú; según la superstición popular, pronunciarla trae muy mala suerte.
«Rata» también es un término (sustantivo y verbo) en el hampa o la criminalidad (casi siempre en la mafia); es un argot o jerga para referirse a un informante. En México y algunos países de habla castellana este término se utiliza para referirse a un «ratero» o ladrón, o un defraudador en términos económicos. En el folclore popular también se usa para referirse a algunos miembros corruptos de la policía o de la política.
En occidente se ha pretendido la existencia de un curioso fenómeno consistente en que cierto número de ratas se apelotonan, enredándose las colas, sin que acierten ya a separarse. Estos grupos de ratas fueron llamados "tronos de las ratas" o "rey de las ratas", porque antiguamente se creía que el rey de los roedores gobernaba a sus semejantes permaneciendo entronizado en una plataforma viviente, formada por sus propios súbditos. Se supone las colas de algunos se infectan, segregando una sustancia adhesiva. En Altenburg se conserva un "rey de las ratas" integrado por 27 individuos. Naturalmente, los animales sujetos por la cola se encuentran imposibilitados de procurarse alimento y, por tanto, deben ser diariamente atendidos por sus compañeros.
Las Cases cuenta que el 27 de junio de 1816, en su definitivo destierro de Santa Elena, Napoleón y sus gentes hubieron de permanecer en ayunas porque durante la noche, las ratas habían penetrado en las despensas, devorándolo todo. Estos roedores son también muy molestos para los marineros, ya que se introducen en los barcos. Cuando la nave de Kane, durante su viaje hacia el Polo, quedó aprisionada entre los hielos cerca de los 80° de latitud Norte, las ratas se habían multiplicado a bordo de tal forma que amenazaba la integridad física de los propios viajeros, quienes intentaron asfixiarlas. Durante toda una noche, las bodegas estuvieron sujetas a humos letales, pero a la mañana siguiente solo aparecieron 28 ratas muertas. Las supervivientes, en poco tiempo, se reprodujeron hasta extremos de que en la nave ya no era posible defenderse de sus agresiones. Entonces los infortunados navegantes encerraron en la bodega al perro más valiente y fuerte que llevaban, pero a los pocos momentos, el infeliz animal se puso a aullar desesperadamente; lo sacaron fuera y comprobaron que las ratas le habían roído las plantas de los pies. Los hombres de la tripulación capturaron luego una zorra y la encerraron en la bodega, donde por fin, se comió una por una todas las ratas.

### En gastronomía
Debido al pensamiento occidental, y a las plagas asociadas con las ratas y la falta de higiene en las culturas europeas y modernas en Occidente, las ratas y ratones generan, por asociación psicológica con estos males, principalmente repugnancia. La rata sigue siendo un tabú alimentario en las poblaciones metropolitanas, no así en algunas comunidades étnicas asiáticas así como las africanas y algunas americanas. Esta rata negra selvática se alimenta de frutas y vegetales de la selva y es más limpia, mientras que su contraparte urbana se alimenta de basura orgánica o de desechos de las ciudades.
En el desierto de Sonora, del estado de Sonora, en México, algunos grupos aborígenes de ese estado consumen una especie de rata blanca o rata de bosque, que se alimenta de cactus y pitayas, también en el municipio tseltal de Oxchuc, en los altos de Chiapas es famosa la gastronomía de rata, principalmente en caldo, con fines alimenticios y medicinales. En China algunas comunidades autóctonas siguen consumiendo estos tipos de roedores.

### En entretenimiento
Hasta 1835, año en el que el Parlamento del Reino Unido implementó una ley sobre crueldad para con los animales, se realizaban apuestas basadas en peleas de ratas, ya entre ellas, ya con otros animales de mayor tamaño.
Las representaciones de las ratas en la ficción siempre han estado unidas a connotaciones negativas. El cliché más común e incierto es el chirriar que hacen las ratas con la boca. Probablemente el chirrido es grabado y añadido posteriormente, ya que las ratas solo lo efectúan cuando están heridas, o molestas por algo. Normalmente, el chirrido que hacen, está fuera del registro que puede oír el ser humano, por lo tanto es muy agudo. Las ratas también son mostradas como un animal malo, feroz y agresivo, como en la novela Las Ratas de James Herbert, cuando en realidad es su "timidez" la que las ayuda a permanecer tanto tiempo inadvertidas en una casa infestada.
Los retratos reales de ratas varían de negativo a positivo con una mayoría en el negativo y ambiguo. La rata desempeña un villano en varias sociedades del ratón, desde Brian Jacques de Redwall y Robin Jarvis The Deptford Mice, hasta Profesor Ratigan y Kate DiCamillo Roscuro y Botticelli. Las ratas también se utilizan como un mecanismo de horror, siendo la titular de mala fe en varias historias. Para más inri, las ratas entran en el reino de la ambigüedad con representaciones egoístas e inútiles, dispuestas a ayudar a los personajes principales por una recompensa. E.B. White, de Charlotte's Web, varias veces recuerda a los otros animales que solo está intentando salvar la vida del protagonista porque eso significa más alimento para él. De vez en cuando un trabajo de ficción se centra en las ratas como personajes. Obras notables incluyen la sociedad La Sra. O'Brien Frisby y las ratas de NIMH, Williard, Rizzo la rata de The Muppets, y películas como Ratatouille.

## Ratas domesticadas

### Animales de compañía

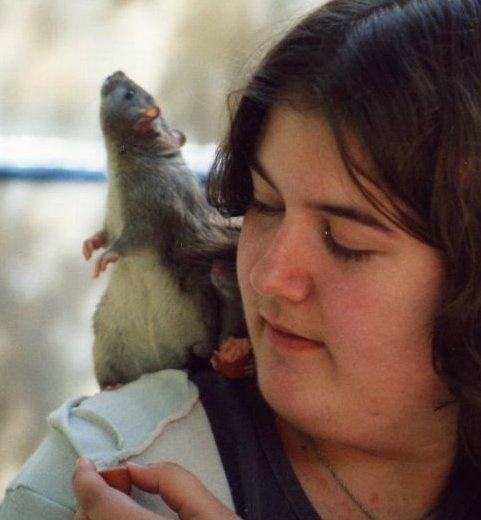
Una rata domesticada, entrenada para permanecer en la espalda.

Las ratas que han sido criadas se han tenido como animales domésticos por lo menos desde comienzos del siglo XIX. Las ratas son animales inteligentes, pueden entrenarse fácilmente, y son capaces de realizar una gran variedad de trucos. Las ratas empleadas como animales domésticos caben dentro de las especies denominadas rata parda y rata negra. Las ratas domésticas presentan un comportamiento diferente al de sus parientes salvajes, y la fiabilidad y el nivel de peligro que representan para la salud dependen también de cuántas generaciones existen entre la versión salvaje y la domesticada.

### De laboratorio

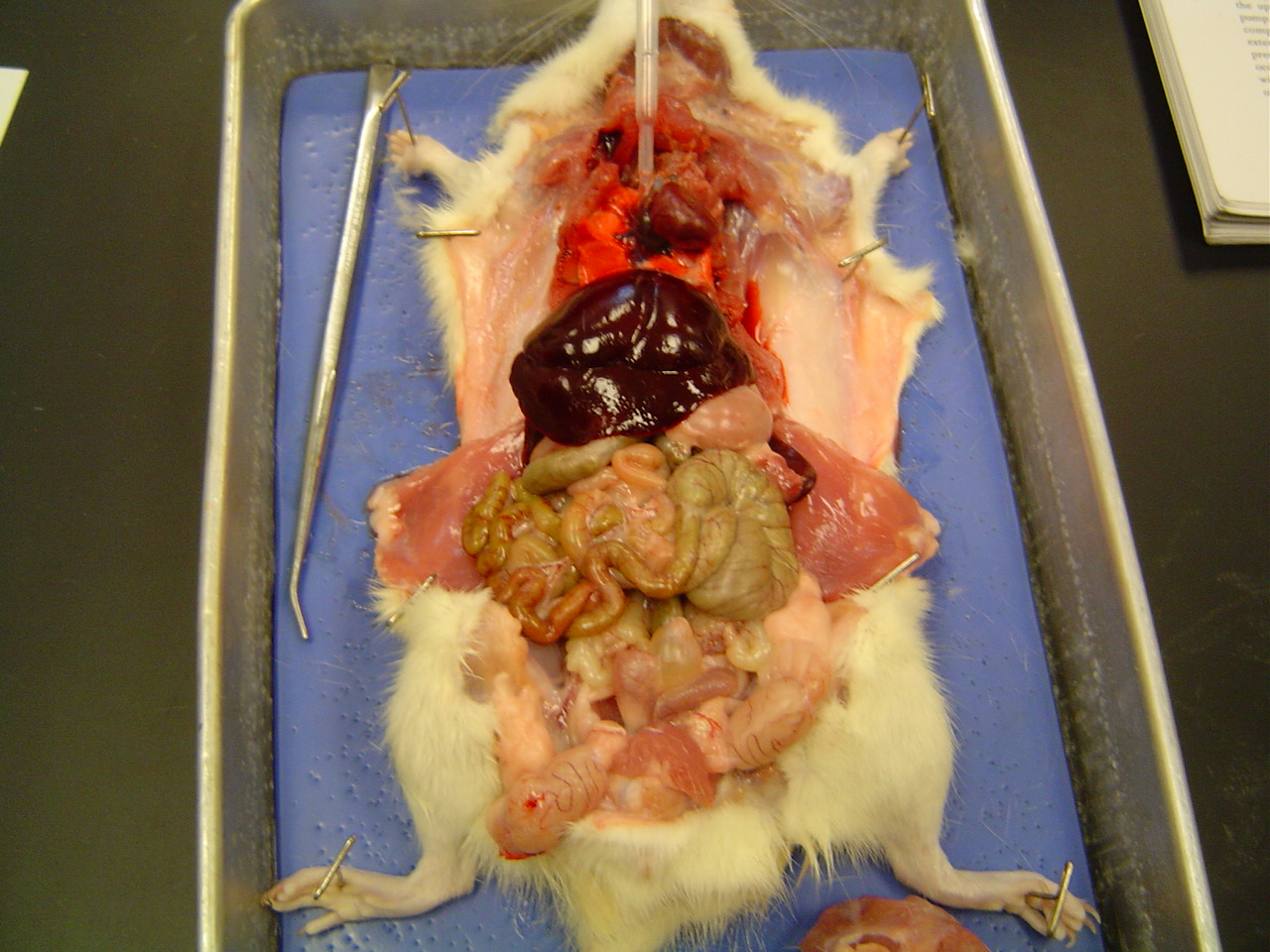
Rata diseccionada.

Las ratas de laboratorio son ejemplares de R. norvegicus destinadas a la investigación científica. Son consideradas un animal modelo y su uso abarca desde estudios de fisiología a etología o neurobiología. En abril de 2009, la base de datos bibliográfica PubMed arrojaba más de un millón de trabajos científicos realizados con este animal.
El origen de las ratas de laboratorio procede de las ratas domésticas, empleadas durante el siglo XVIII como elemento lúdico durante las peleas de ratas. La aparición de ejemplares albinos y con otros fenotipos de interés condujo a su empleo en los laboratorios. En 1895, la Universidad Clark (Worcester, Massachusetts, Estados Unidos) creó una población de ratas blancas para estudiar los efectos de la dieta y otros temas de fisiología. Debido a su velocidad de reproducción, a su facilidad de manejo y a muchas de sus similitudes fisiológicas con el ser humano, la rata ha venido utilizándose desde hace muchos años como sujeto de experimentos en los laboratorios de ciencias biológicas: con ellas suelen ponerse a prueba los medicamentos que luego se aplican como tratamiento de las enfermedades humanas, con ellas se llevan a cabo numerosos experimentos relacionados con la genética, con el sueño y con muchos otros temas de la salud. También han resultado muy útiles en los estudios psicológicos acerca del aprendizaje y otros procesos mentales. Sin embargo, existen críticas hacia el maltrato animal que puede suponer este tipo de experimentos al que son sometidos las ratas, al igual que muchas otras especies, en los laboratorios de experimentación.

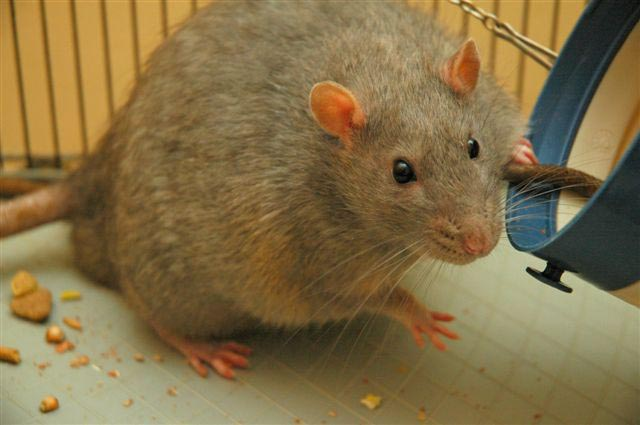
Cepa Zucker de rata de laboratorio. Estas ratas poseen predisposición genética a la diabetes mellitus, el mismo trastorno metabólico que padecen los seres humanos.

Fundamentalmente, las ratas de laboratorio se diferencian de las silvestres en que son más tranquilas y es menos probable que muerdan; pueden tolerar grandes multitudes; se reproducen a edades más tempranas y tienen camadas más grandes. Su cerebro, su hígado, sus riñones, sus glándulas suprarrenales y su corazón son más pequeños. No obstante, no existe una única rata de laboratorio, sino que, mediante cruzamientos, se han generado varias líneas:
- Wistar. Se trata de una línea albina de la rata parda. Fue desarrollada en el Wistar Institute en 1906 para fines de investigación biomédica, y se trata de la primera rata empleada como organismo modelo (anteriormente se trabajaba con el ratón). Hoy por hoy, la mitad de las ratas de laboratorio existentes derivan de la población generada por el fisiólogo Henry Donaldson, el administrador Milton J. Greenman, y el genetista y embriólogo Helen Dean King.[35][36]
- Sprague Dawley. Se trata de otra rata albina de uso extensivo en el campo de la biomedicina.[37][38] De gran mansedumbre, es muy fácil su manipulación.[39] Esta línea fue generada en Madison, Wisconsin y difundida a partir de 1980 por Harlan Sprague Dawley.[40]
- Zucker. Se trata de un modelo genético empleado en estudios de obesidad e hipertensión. Su nombre deriva de los investigadores Lois M. Zucker y Theodore F. Zucker, genetistas involucrados en la investigación sobre la obesidad. Genéticamente, se trata de ratas con un alelo recesivo del receptor de leptina, lo que les hace llegar a pesar 1 kg, el doble del peso estándar de las ratas de fenotipo silvestre.[41][42][43]
- Ratas carentes de pelaje. Se calcula que existen más de 25 genes cuyos alelos recesivos confieren carencia de pelo en las ratas de laboratorio.[44] Las más comunes son rnu (Rowett nude), fz (fuzzy), shn (shorn) y nznu/nznu (desnuda de Nueva Zelanda).[45]

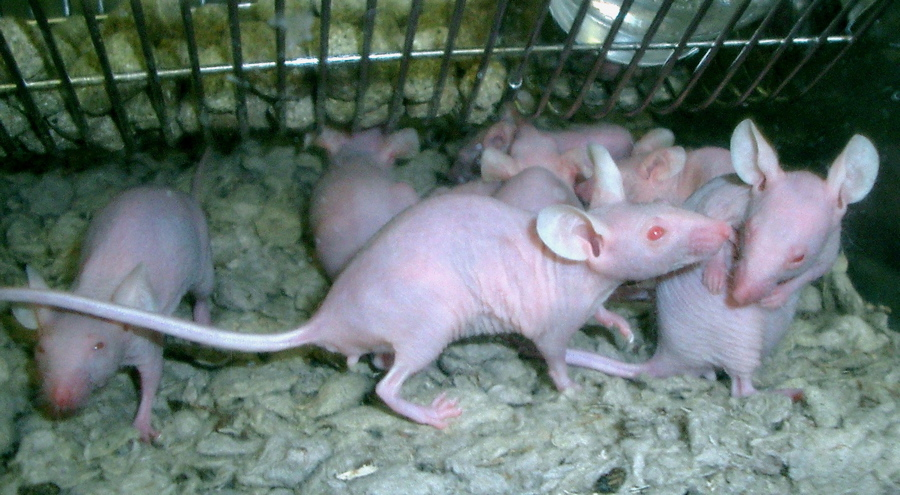
Las ratas carentes de pelaje suelen ser empleadas en investigación sobre el sistema inmune y enfermedades renales.

Las características que ameritan el empleo de la rata como animal modelo se basan en sus características de inteligencia, ingenuidad, agresividad y capacidad de adaptación, que permiten experimentar en temas variados, como la inteligencia, el aprendizaje o el abuso de drogas. Su psicología tiene aspectos en común con la humana.
Un estudio del año 2007 encontró que las ratas poseen metacognición, habilidad mental que hasta entonces solo se había documentado en seres humanos y en algunas especies de primates. Además, su genoma está secuenciado, con el primer esbozo publicado en 2004.

## Zoonosis
Las ratas, como otros muchos animales, actúan como vectores de muchas zoonosis (es decir, enfermedades infecciosas transferibles entre especies). Dada la convivencia cercana entre humanos y representantes del género Rattus en su historia reciente, el contagio alcanza proporciones estadísticamente relevantes. La peste bubónica, una zoonosis de gran relevancia durante la Edad Media si bien se tienen datos de su existencia en Tell el-Amarna (Egipto) sobre pulgas de la especie Pulex irritans  hacia el 1300 a. C., requiere de un vector artrópodo (una pulga) para transmitir la infección entre las ratas y la especie humana. En la actualidad, las zoonosis son objeto de particular prevención durante la manipulación de ratas de laboratorio, lo que exige el empleo de vestimenta de protección (bata de laboratorio), guantes e incluso gafas durante las disecciones y manipulación de fluidos.
- Fiebre por mordedura de rata. Ocasionada por los microorganismos Streptobacillus moniliformis y Spirillum minus. Para la rata, estas bacterias son microbiota comensal (es decir, no patógena en condiciones normales), pero en humanos causa una infección con fiebre aguda, dolor articular y linfoadenopatía. Se transmite por mordiscos y por la ingesta de comida contaminada.[50]
- Infección por Hantavirus. Ocasionan fiebre hemorrágica con síndrome renal, pudiendo conllevar a la muerte del paciente. Se transmite mediante los fluidos corporales de roedores infectados.[51]
- Leptospirosis. Se trata de una infección por la espiroqueta Leptospira, que presenta variantes en diferentes especies animales. Ocasiona ictericia y fallo renal de curso rápido (sucede a los pocos días).
- Salmonelosis. Ocasionada por diversas especies del género de bacterias Salmonella. En la rata produce anorexia, pérdida de actividad, laxitud y heces líquidas. En humanos, produce dolor abdominal, diarrea y vómitos y fiebre. La transmisión es por contacto con heces contaminadas.[50]
- Infestación por Hymenolepis nana. En ratas suele ser asintomático, si bien en humanos ocasiona enteritis, anorexia y dolor de cabeza.[50] La transmisión es fecal-oral partiendo de heces contaminadas.

### Desratización

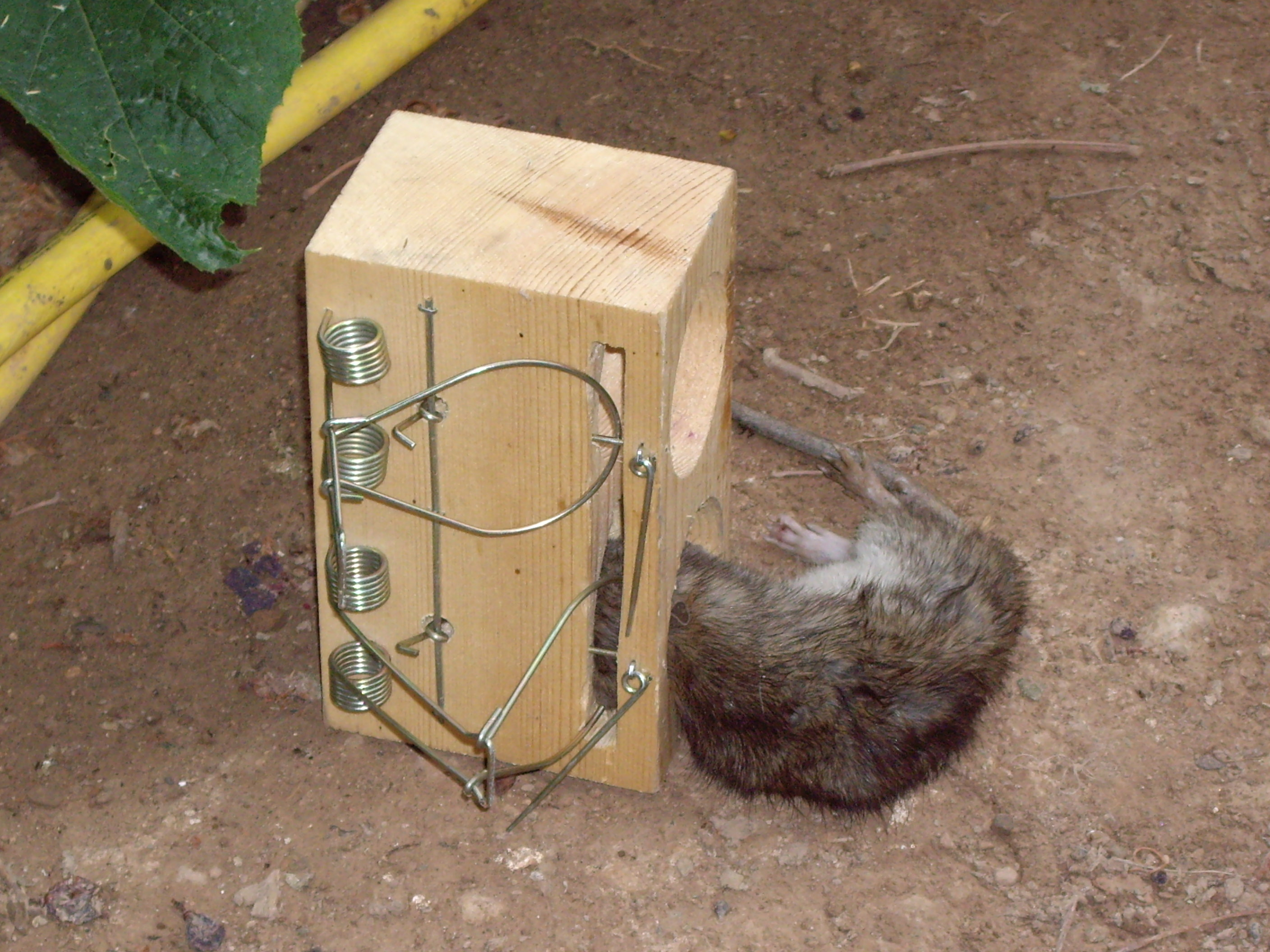
Rata muerta en una trampa, un método de desratización mecánico.

Debido a que las ratas son vectores de enfermedades y a que devoran la comida almacenada se han desarrollado métodos para su control. Se define desratización como el conjunto de técnicas de saneamiento que se emplean para el control o exterminio de roedores, incluyendo ratas y ratones. Este proceso se encara de dos maneras:
- Desratización pasiva. Se trata de estrategias que buscan evitar la entrada y multiplicación de roedores; por tanto, son fundamentalmente preventivos. Incluyen el cierre hermético de contenedores de residuos y la instalación de rejillas en conductos de aireación.
- Desratización activa. Incluye métodos dirigidos al control de poblaciones de roedores preexistentes.

- Métodos mecánicos. Son las clásicas trampas, generalmente consistentes en un cebo y un mecanismo encarcelador del animal.
- Métodos físicos. Producen la huida de los animales. Típicamente mediante ultrasonidos.
- Métodos biológicos. Lucha biológica clásica con depredadores (perros o gatos) y productos que contaminan la línea germinal, ocasionando esterilidad, o bien mediante bacterias patógenas. Un revolucionario método fue propuesto por el profesor Allan J. Stanley, de la universidad de Oklahoma: la esterilización química. Según afirma el autor, cualquier ciudad puede hacer desparecer toda su población de ratas en 3 años como máximo con este método, pero aún se desconocen resultados estadísticos.
- Métodos químicos. Clásicamente, los venenos (sustancias rodenticidas). Aunque también se presentan: repelentes (que evitan la aparición de nuevos individuos), como la ciclohexamina; fumigantes, altamente tóxicos, como el cianuro o el bromuro de metilo; y raticidas, ya sean de efecto agudo o retardado. Estos últimos suelen ser anticoagulantes que, en algunos casos, poseen aplicaciones clínicas en humanos (warfarina).

Cabe destacar que, para evitar la transmisión de las zoonosis, no basta con la muerte del animal, pues los riesgos de contagio continúan mientras el cadáver permanece; se aconseja así su incineración.